# Istituto Italiano di Cultura di Budapest

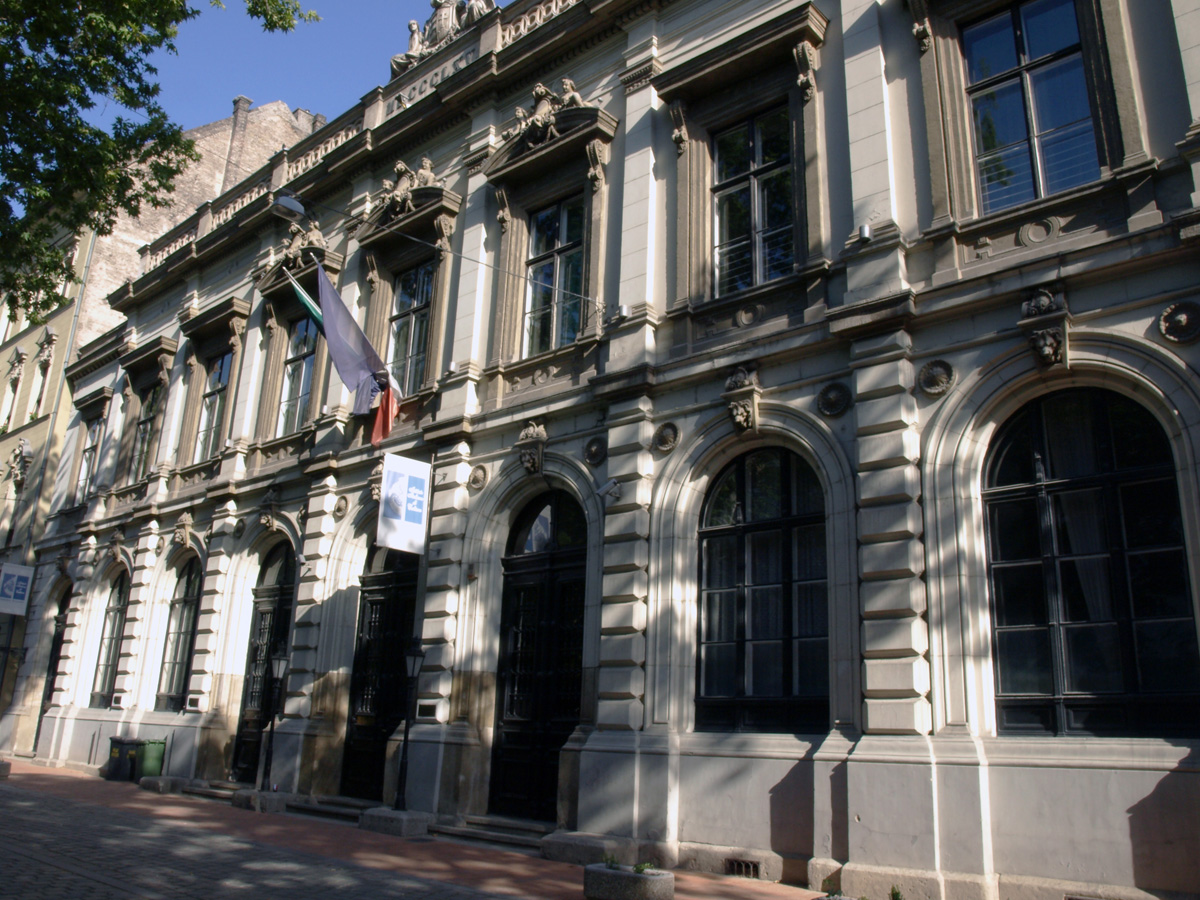
L'edificio dell'Istituto

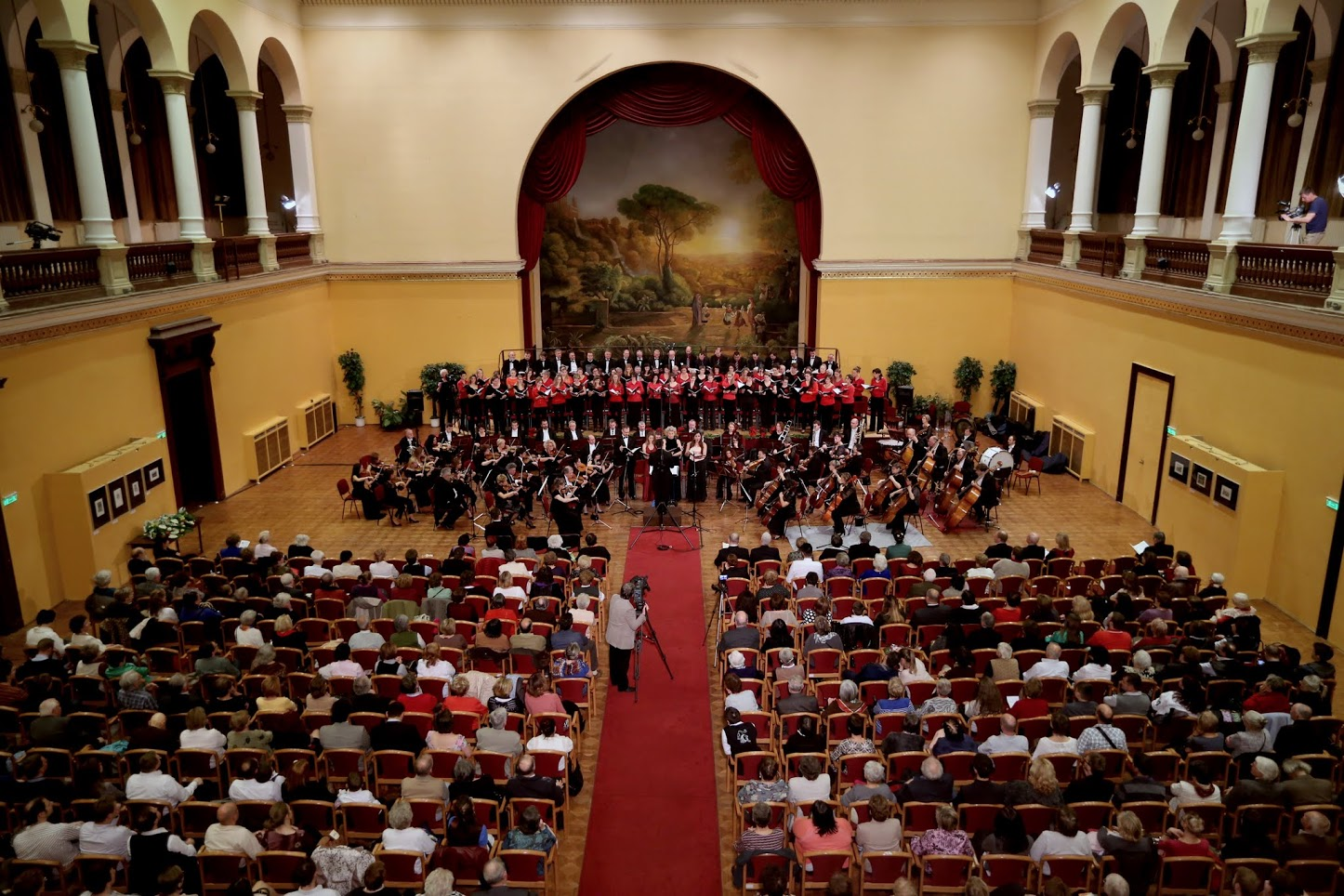
Concerto all'aula

L'Istituto Italiano di Cultura di Budapest si è estende nel rione VIII in via Sándor Bródy 8.
L'Istituto italiano di cultura per l'Ungheria è stato creato per sviluppare dei contatti culturali fra l'Italia ed Ungheria in 1937. All'Istituto si può assistere ai corsi d'italiano, visitare la biblioteca, dell'esposizioni provvisorie, dei concerti e dei film italiani. Esso si occupa anche di competizioni, di borse e di possibilità di lavori.

## L'edificio

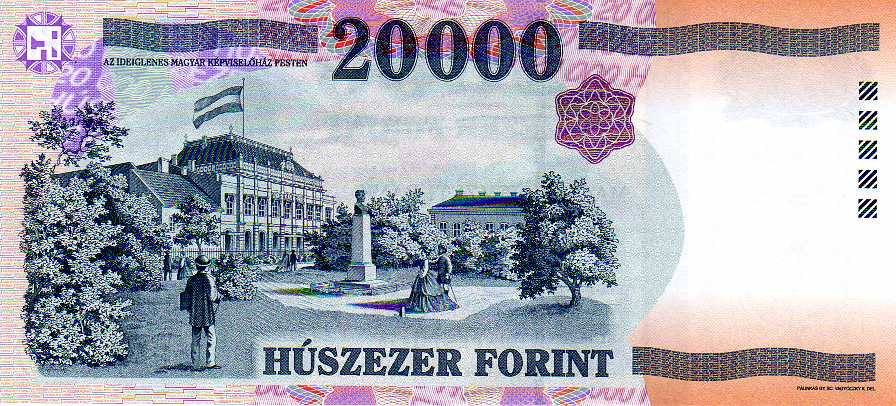
L'edificio dell'ex Parlamento sulla bancanote di 20.000 fiorini

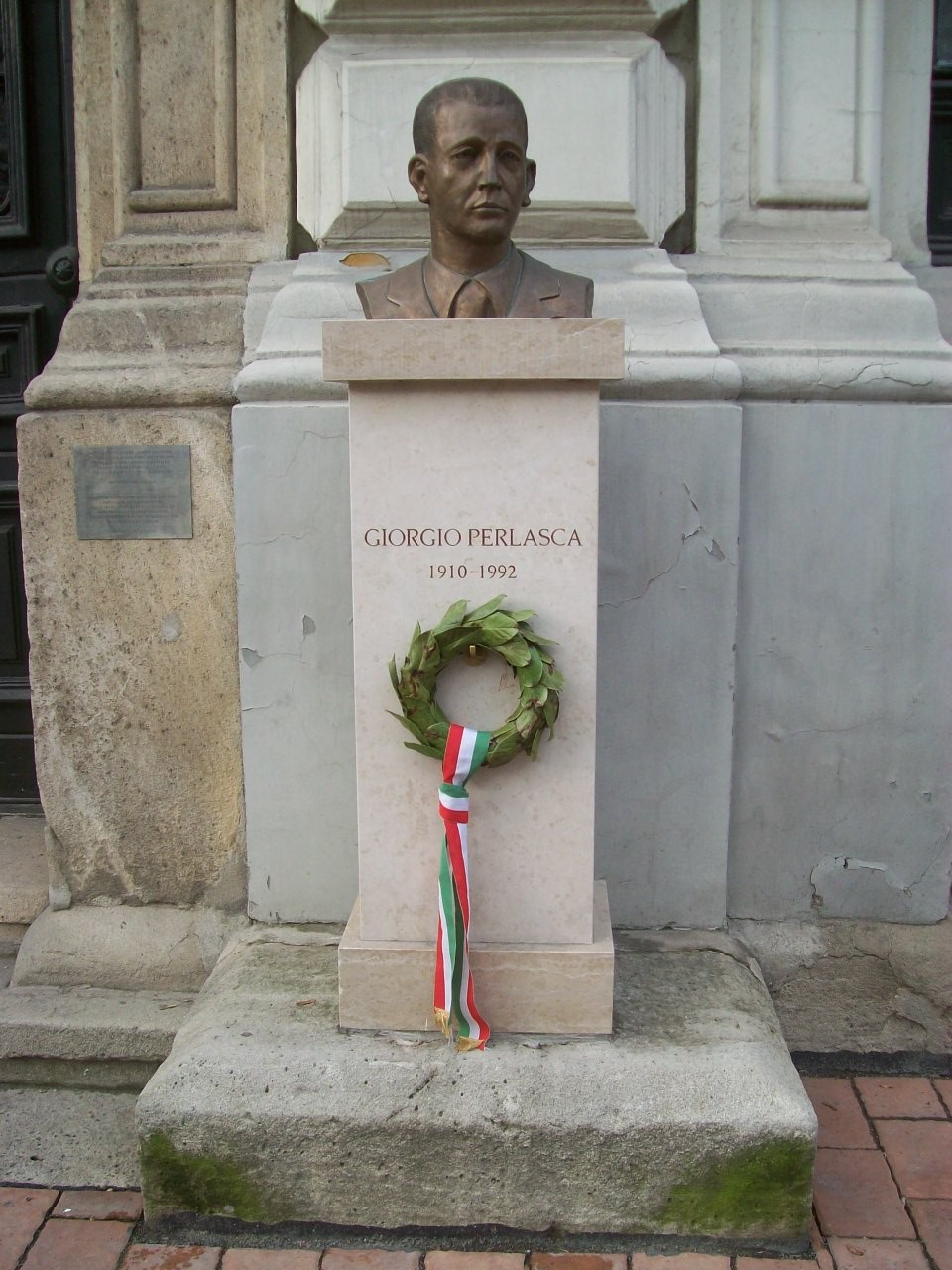
Il busto di Giorgio Perlasca davanti all'edificio

L'edificio appartiene alla proprietà dell'Italia dal 1942.
Inaugurato il 21 giugno 1943 nel palazzo dell'architetto Miklós Ybl, già sede del Parlamento ungherese (1865-1902). Ospita un capiente teatro dove hanno luogo rappresentazioni e concerti.

## Direttori
I direttori dell'Istituto in ordine cronologico: B. Giuliano, Aldo Bizzarri, Rodolfo Mosca, Maurizio Fiore, Ezio De Chiffre, Giuseppe Racca, Eustachio Porsia, Giuseppe Manica, Giovanna Gruber (incaricata), Giuseppe Manica, Gabriele Brustoloni (incaricato), Giorgio Pressburger, l'ambasciatore Giovan Battista Verderame (incaricato), Piero Sollazzi (incaricato), Arnaldo Dante Marianacci, Gian Luca Borghese.